# Sensible Soccer
Sensible Soccer é uma famosa franquia de jogos eletrônicos de futebol desenvolvida pela empresa britânica Sensible Software na década de 1990.
Os títulos da série apresentam uma visão isométrica do campo, e a franquia ficou conhecido por trazer uma jogabilidade diferente aos jogos eletrônicos de futebol de sua época, diminuindo as mecânicas principais do futebol aos seus elementos mais puros, trazendo uma jogabilidade interessante para os aficcionados.
Em 2015, , um dos criadores dos jogos Sensible Soccer, anunciou que está trabalhando em uma sequência espiritual do jogo, chamada Sociable Soccer.

## Recepção
Jogos da série Sensible Soccer sempre foram aclamados pela crítica especializada. Só para se ter uma ideia, em 1996, Sensible World of Soccer foi eleito o melhor jogo eletrônico de todos os tempos pela revista Amiga Power. Em 2007, Sensible World of Soccer foi incluído na lista "os dez jogos eletrônicos mais importantes de todos os tempos". A lista, que foi divulgada durante a Game Developers Conference daquele ano, que foi realizada em San Francisco-CA, foi elaborada por Henry Lowood, Warren Spector, Steve Meretzky, Matteo Bittanti e Christopher Grant. A inclusão de Sensible World of Soccer nesta lista é notável por três motivos: é o único jogo na lista desenvolvido na Europa, é o único jogo de esportes na lista, e é o jogo mais recente na lista. Em 2017, "Sensible World of Soccer" foi eleito o melhor jogo eletrônico de futebol de todos os tempos pela revista inglesa especializada em futebol Four-Four-Two, que fez o seguinte comentário: "A escolha de Sensible World of Soccer em primeiro no lugar de PES e FIFA Soccer é que, ao contrário dos outros, que precisaram de anos de evolução, o Sensible trouxe uma evolução incrível. Mais de 24 mil jogadores e 1,5 mil times estavam na base de dados desse jogo".
A revista Computer Gaming World, de junho de 1994, afirmou que "no debate sobre o melhor jogo de ação, não há dúvida de que os jogos da série Sensible Soccer está em todos os três principais, independentemente do formato ... O jogo é rápido e responsivo". A revista acrescentou que a "versão Gameboy é um dos melhores jogos" no computador de mão.

## Lista de Jogos da Franquia
| #  | Lançamento | Jogo                                                    | Plataforma(s)/Console(s) | Notas | Ref.   |
| -- | ---------- | ------------------------------------------------------- | --- | --- | ------ |
| 1  | 1992       | Sensible Soccer: European Champions                     | Amiga, Atari ST, DOS | |        |
| 2  | 1992       | Sensible Soccer 92/93                                   | Amiga, Atari ST, Amiga CD32, SNES, Game Boy, Mega Drive, Atari Jaguar, Mega-CD, Sega Game Gear, Sega Master System, Acorn Archimedes | |        |
| 3  | 1993       | Sensible Soccer International Edition                   | Amiga, Amiga CD32, Atari ST, Mega Drive, Atari Jaguar, SNES                                                                          | |        |
| 4  | 1994       | Sensible World of Soccer                                | Amiga, DOS | |        |
| 5  | 1995       | Sensible World of Soccer 95–96                          | Amiga, DOS | |        |
| 6  | 1995       | Sensible World of Soccer: European Championship Edition | Amiga, DOS | |        |
| 7  | 1996       | Sensible World of Soccer 96–97                          | Amiga, DOS | |        |
| 8  | 1997       | Sensible World of Soccer 97–98                          | Amiga | |        |
| 9  | 1998       | Sensible World of Soccer 97–98 World Cup Edition        | Amiga | |        |
| 10 | 1998       | Sensible Soccer 98                                      | DOS, Windows | Versão em 3D. Originalmente planejado para se chamar Sensible Soccer 2000, chegando a ganhar uma nota de uma revista com esse nome. |        |
| 11 | 1999       | Sensible Soccer 98 European Club Edition                | PlayStation, Windows | |        |
| 12 | 2005       | Sensible Soccer Mobile                                  | Java | | [ 7 ]  |
| 13 | 2006       | Sensible Soccer 2006                                    | Windows, PS2, Xbox | | [ 8 ]  |
| 14 | 2006       | Sensible Soccer Skillz                                  | Java | | [ 9 ]  |
| 15 | 2007       | Sensible World of Soccer                                | Xbox Live Arcade | Remake do game de 96 version for Xbox Live Arcade                                                                                   | [ 10 ] |